# Joseph-Alexandre DeSève
Pour les articles homonymes, voir De Sève.
Joseph-Alexandre DeSève, né à Montréal le 14 septembre 1896 et mort à Montréal le 3 septembre 1968, est un distributeur et producteur de films, et le fondateur de Télé-Métropole. Il est l'un des premiers Canadiens français à instituer une fondation charitable de son vivant.
Ce fils d’une famille nombreuse de Saint-Henri, devenu orphelin de père alors qu’il est encore un enfant, doit apprendre à se débrouiller tôt. Avec un sens des affaires aiguisé et une grande force de travail, DeSève tracera lui-même la voie de sa carrière jusqu'à devenir l'une des personnalités les plus importantes du Québec dans le milieu du cinéma et de la télévision.
Très tôt, le cinéma l’attire, particulièrement la distribution des films français. DeSève fonde d'abord la Franco-Canada Films avec Édouard Garand, puis entre à France-Film de Robert Hurel en 1934. Il y gravit rapidement les échelons jusqu'à en devenir président et directeur général quatorze ans plus tard, en 1948. Toutes les étapes de la production d'un film l'animent, de sa conception jusqu'à sa distribution. Au fil des ans, il fonde de nombreuses compagnies, dont certaines seront de courte durée alors que d’autres connaîtront le succès. Il participe en outre à la production des premiers films québécois parmi lesquels Le Gros Bill, La Petite Aurore, l'enfant martyre et Tit-Coq. DeSève se retrouve également à la tête des plus grandes salles montréalaises, dont le Théâtre Saint-Denis, Le National, le Beaubien et L’Arcade.
La télévision, qui arrive au Québec en 1952, l'intéresse également. Avec un groupe d'hommes d'affaires, il obtient un permis d'exploitation en 1960. Inaugurée en 1961, la station CFTM-TV (Télé-Métropole) est rapidement adoptée par la population. DeSève vient par là de donner naissance à la deuxième chaîne de télévision francophone privée du Québec.

## Biographie

### Enfance et formation
Joseph-Alexandre DeSève naît le 14 septembre 1896 à Saint-Henri. Il est le fils de François-Xavier DeSève et d'Adeline Ouimet. Le couple s'était marié le 23 avril 1884. De leurs 16 enfants, Joseph-Alexandre est le dixième. La famille DeSève est installée dans la petite ville de Saint-Henri. Son père est longtemps responsable du service de l'aqueduc et de la distribution de l'eau en plus d'être secrétaire-trésorier de la municipalité. Quand Joseph-Alexandre est enfant, François-Xavier devient secrétaire-trésorier de la commission scolaire.

Joseph-Alexandre grandit dans une maison en pierres, construite peu avant sa naissance, située au 270, rue Delinelle. Comme ses frères, Joseph-Alexandre fréquente le Collège Sainte-Élisabeth de 1902 à 1909. Il y a intégré la fanfare. 

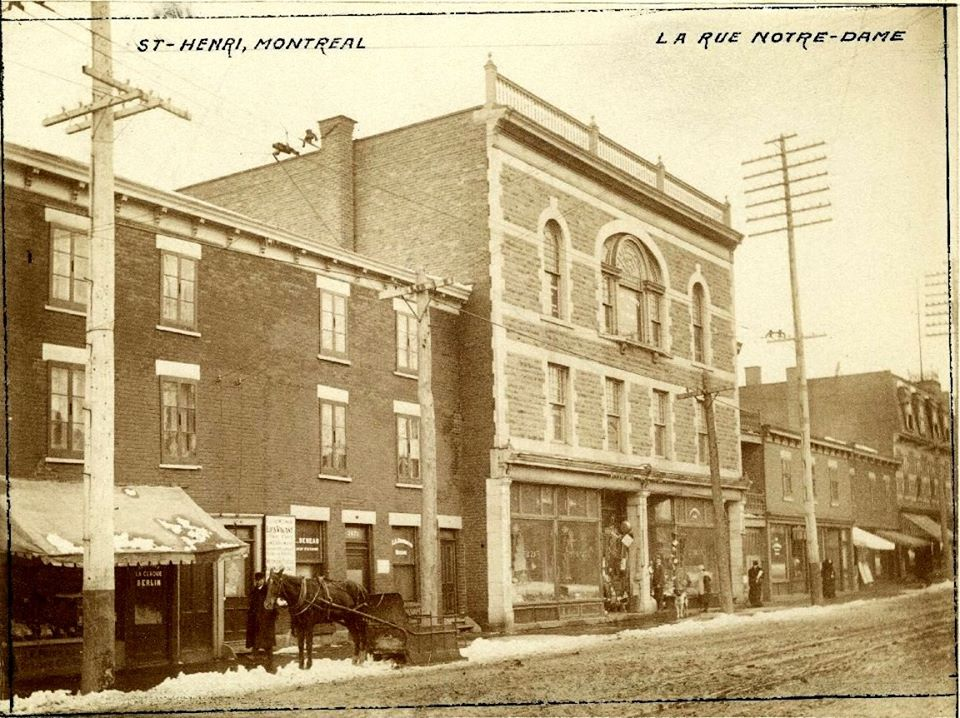
Saint-Henri vers 1915. Joseph-Alexandre grandit dans cette petite ville ouvrière.

La vie familiale prend un dur tournant en 1907, alors que le père décède d'une crise cardiaque. Il s'ensuit une période difficile pour la famille DeSève. Joseph-Alexandre doit faire sa part et ramène l'argent de ses petits métiers de commissionnaire ou de vendeur pour le Canadien Pacifique. Le chroniqueur Rudel-Tessier rapporte ainsi qu'à l'âge de « treize ans, le futur multimillionnaire promenait son éventaire de cigarettes, de tablettes de chocolat et de chewing gum dans les trains du Pacifique. Il gagnait alors trois dollars par semaine ! »    
C'est à cette époque qu'il apprend l'anglais. Le jeune adulte devient ensuite garçon de courses pour un cabinet immobilier, commis de banque puis travaille au service du contentieux de la même institution. Joseph-Alexandre décide ensuite de se perfectionner et s'inscrit à un cours d'expert-comptable par correspondance.

### Vie de famille
Le 23 janvier 1917, Joseph-Alexandre épouse Juliette Chalifoux. Ils ont une première fille, Marie Évelina Juliette Rollande, le 31 octobre 1917 puis une deuxième, Marie Adeline Anita Jacqueline, le 24 octobre 1919. La famille vit au 1231, rue Saint-Denis puis s'installe au 1507, toujours rue Saint-Denis et enfin au 478, rue Rivard.
Joseph-Alexandre aurait alors travaillé comme comptable pour l'avocat et notaire Pierre-Édouard Blondin, puis pour le syndic de faillites Wilfrid Damphousse. Non content de travailler pour les autres, il tente de fonder son entreprise en 1923. Il lui faudra toutefois encore patienter quelques années avant que cela ne se concrétise vraiment.
S'il est toujours marié à Juliette Chalifoux, le couple s'éloigne. Joseph-Alexandre rencontre Juliette Champagne, avec qui il a une fille, Marie Thérèse Alexandrine, en 1930.

### La piqûre pour le cinéma
En 1929, Joseph-Alexandre DeSève se rend au cinéma pour voir le film Broadway Melody en anglais. C'est à ce moment que se dessine le rêve de sa vie : fonder une compagnie de distribution de films parlant français et qui possèderait en même temps un réseau de salles à travers le Québec. Il commence à mettre son projet en branle. Or, le krach boursier, survenu en octobre 1929, vient ralentir le tout.
En attendant de pouvoir réaliser ce projet, il se tourne d'abord vers l'immobilier. Lors d'une balade dans les rues de Montréal, il aperçoit un terrain vague. Ses talents d'homme d'affaires commencent dès lors à se révéler. Il se fait prêter l'argent nécessaire et y fait construire un immeuble. Il acquiert ensuite d'autres terrains, atteignant un capital de 25 000$. Mais, la crise économique qui sévit fait en sorte que le marché immobilier s'effondre, il doit trouver une solution. DeSève décide alors d'investir 4000$ dans de petites épiceries-crémeries. Un an plus tard, il se retrouve à la tête de neuf épiceries-crémeries - les Crémeries Papineau. DeSève finit par les vendre.

#### Le Théâtre Saint-Denis

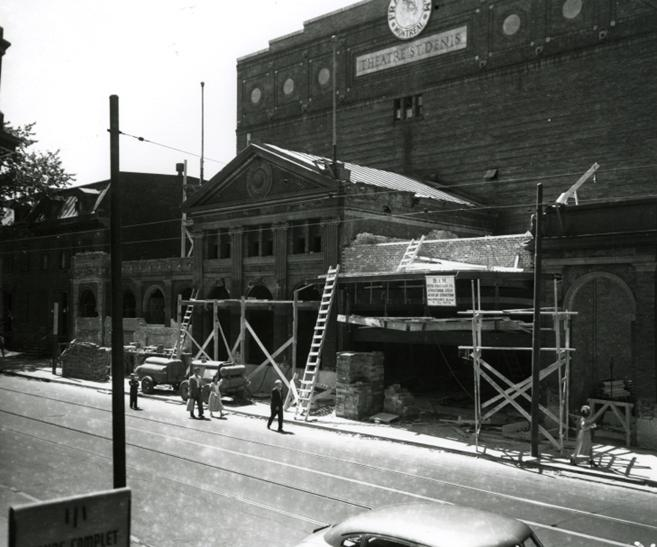
Devenu locataire du Théâtre Saint-Denis à Montréal en 1933, DeSève fait entreprendre quelques travaux de rénovation.

Depuis plusieurs années déjà, Joseph-Alexandre DeSève convoite le Théâtre Saint-Denis. En 1933, Joseph Cardinal, qui en est locataire, doit renouveler son bail. DeSève parvient toutefois à mettre la main sur celui-ci. Le 28 juillet, DeSève s'associe avec Raoul Rickner. Les deux hommes fondent une compagnie qui opérera le théâtre. Après des travaux de rénovation, la salle rouvre sous cette nouvelle administration le 19 août 1933.

#### Franco-Canada Films
DeSève cherche maintenant à s'approvisionner en films. Il propose à Édouard Garand, un éditeur qui s'est lancé dans le cinéma en 1931, un partenariat. Ils en viennent à un accord et la nouvelle société - Franco-Canada Films - commence ses activités le 18 février 1934.

DeSève est le président de Franco-Canada Films tandis que Garand en devient directeur. Léo-Ernest Ouimet est pour sa part nommé directeur général et Maurice West, directeur des ventes. Franco-Canada Films ouvre ensuite un bureau d'achats à Paris, administré par M. W.-R. Bader. La compagnie sollicite aussi les sociétés américaines, comme Paramount, Fox et Universal, qui produisent des films en français. 

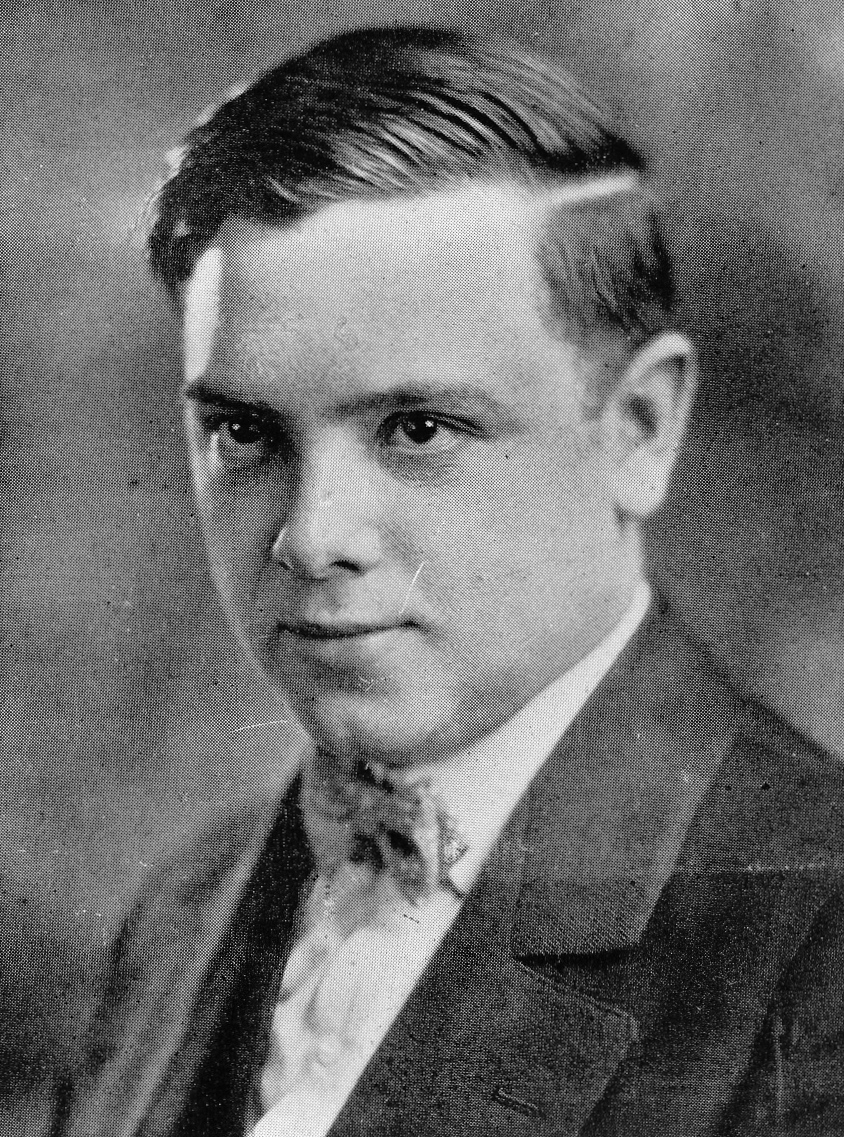
L'éditeur Édouard Garand devient partenaire avec Joseph-Alexandre DeSève.

Franco-Canada Films parvient rapidement à placer ses films dans une trentaine de salles au Québec. De plus, elle obtient la gérance de l'Impérial et du National à Montréal ainsi que du Princess et de l'Empire à Québec.
À l'époque, le grand joueur dans la distribution de films en français au Québec est France-Film, fondée par Robert Hurel en 1930. DeSève explique qu'il avait « besoin de films. Hurel en importait. J'allai donc le trouver pour lui demander de me fournir cinquante-deux films par année. Je lui proposais un contrat de trois ans. [...] Hurel m'accorde tout ce que je lui demandais à condition que je mette 10 000 dollars dans sa compagnie. »   

#### France-Film
Les deux sociétés ne se font pas longtemps compétition sur le marché québécois. Le 25 septembre 1934, on annonce en effet qu'Hurel et DeSève ont uni leurs activités sous une seule entité, celle de France-Film, afin d'assurer le « succès du film parlant français au Québec ». L'entente devient effective le 1er octobre. Robert Hurel demeure président, Michel de Roussy, directeur commercial, tandis que J.-A. DeSève est nommé premier vice-président et directeur général. Garand ne fait pas partie de cette nouvelle entente. 

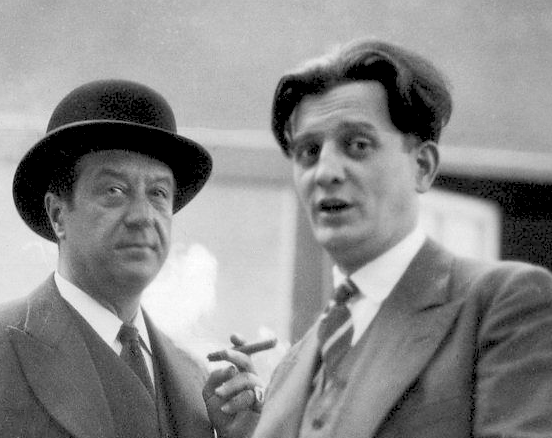
Les films de Marcel Pagnol sont diffusés au Québec par Joseph-Alexandre DeSève.

##### Spectacles forains et Le National
Pour Joseph-Alexandre DeSève, l'année 1934 débute par la fondation de la Montreal Century of Progress World Fair. Avec Raoul Rickner, Armand Vincent, Armand Renaud et L. Ouellette, il fait venir à Montréal des spectacles forains présentés initialement à la Foire universelle de Chicago.
DeSève prend par ailleurs la tête du théâtre Le National aux dépens de Joseph Cardinal. Le 13 mai 1934, il rouvre le National sous sa direction et lui donne la vocation de salle de spectacles. En septembre suivant, le programme est annoncé. Il « comporte, en plus d'une pièce en cinq actes, généralement un mélodrame populaire qui a fait ses preuves, un film français ainsi que plusieurs courts sujets et des tours de chant ». DeSève embauche Raoul Lery comme directeur artistique alors qu'il désigne Raoul Rickner comme gérant du Saint-Denis.

##### Une société en expansion
Même si le cinéma américain occupe encore plus de 80% de la programmation des salles québécoises, ce qui amène le clergé et une partie de l'élite à dénoncer l'américanisation de la société, la diffusion de films en français progresse. Elle passe ainsi de 1% en 1931 à 17% en 1934. Cette année-là, le Québec compte 54 salles qui présentent environ 72 films.
France-Film, dont les bureaux se trouvent au 637, rue Craig Ouest, est en pleine expansion. Elle possède les droits de diffusion au Québec des films de Marcel Pagnol, Marcel Carné, Marc Allégret, Jean Renoir ou encore Julien Duvivier. C'est ainsi que les Québécois peuvent voir jouer les plus grands comédiens de l'époque comme Jean Gabin, Arletty ou Madeleine Robinson.
France-Film achète le Théâtre Saint-Denis en 1935. DeSève fait aussitôt construire une petite salle privée au 3e étage où les membres de France-Film se rendent régulièrement pour visionner les films qu'ils choisiront ou non de distribuer.
Le Saint-Denis devient à ce moment le lieu de projection par excellence des grandes primeurs distribuées par France-Film. Maria Chapdelaine, de Julien Duvivier, est ainsi l'un des premiers succès du nouveau propriétaire de la salle. Mettant en vedette les comédiens Jean Gabin et Madeleine Robinson, il a été tourné au Québec. C'est pourquoi on peut également y voir le populaire comédien québécois Fred Barry. Le film est lancé au Saint-Denis le 5 janvier 1935 et sera un grand succès puisqu'il sera vu par près de 70 000 spectateurs au cours de sa projection.

En décembre 1935, DeSève lance le magazine Le Courrier du cinéma, qui devient rapidement le média de France-Film. Puis, le 30 septembre 1936, Alban Janin cède un grand nombre d'actions à DeSève. Quelques jours plus tard, le 6 octobre 1936, ils conviennent d'un nouvel arrangement qui consiste essentiellement à écarter Robert Hurel de la présidence de France-Film au profit d'Arthur Vallée. 

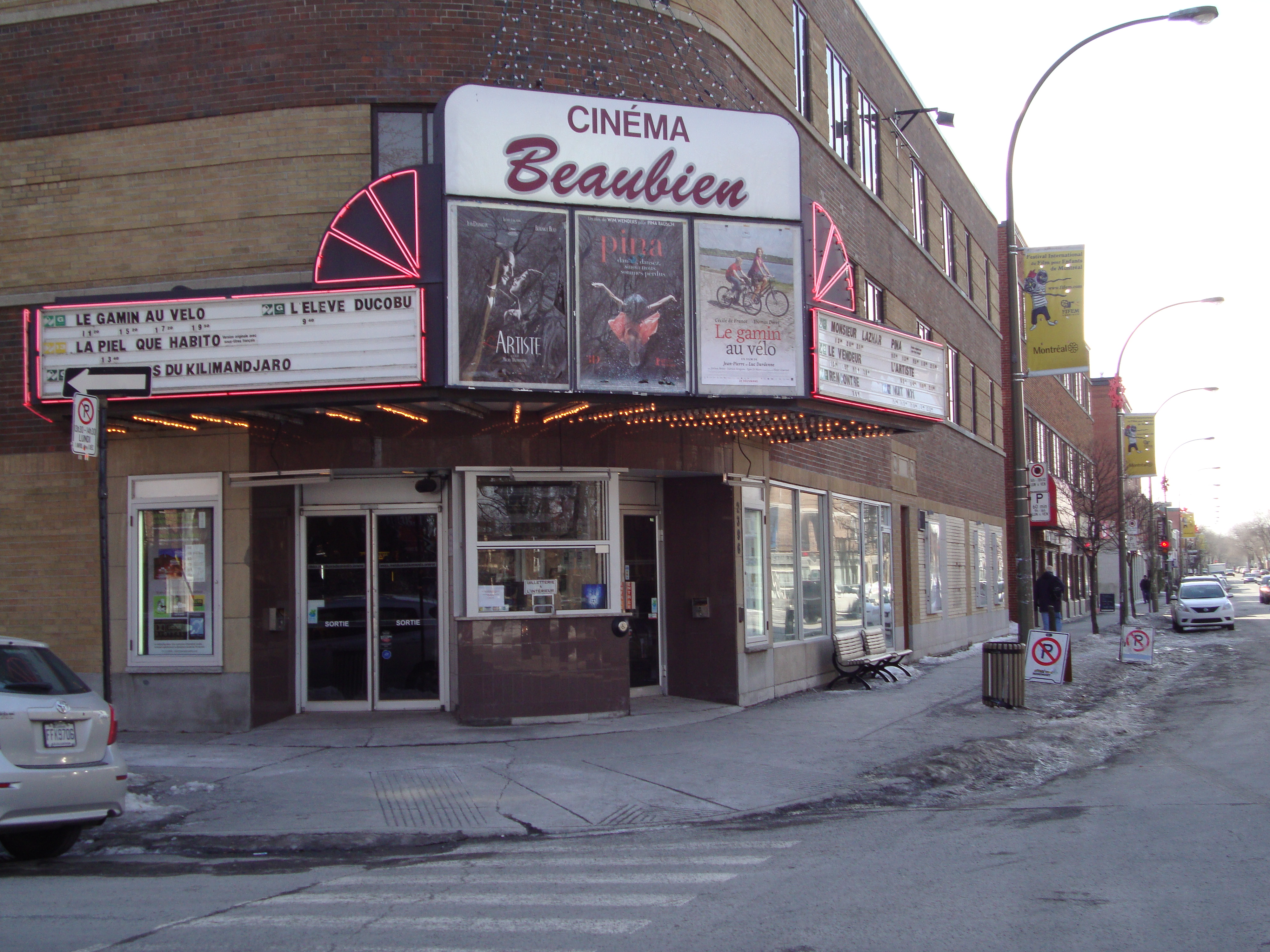
Le cinéma Beaubien est construit en 1937 par Joseph-Alexandre DeSève. Il est vendu en 1941.

En 1937, la société se targue de ses résultats : « Plus de cinquante millions de spectateurs, depuis sept ans, ont récompensé par leur encouragement infatigable la bataille engagée par France-Film pour la défense de l'art et de l'esprit français. [...] France-Film n'a eu qu'un mot d'ordre depuis sa fondation : « Grandir avec le Québec français ». En septembre, DeSève annonce un programme chargé : 104 films en programme double, à raison de deux par semaine, seront présentés au Saint-Denis et au Cinéma de Paris.
Poursuivant sur sa lancée, France-Film fait construire une nouvelle salle de 700 places dans le quartier Rosemont : le Beaubien. Inauguré le 3 décembre 1937, le cinéma devra présenter les primeurs qui avaient été diffusées dans un premier temps au Saint-Denis et au Cinéma de Paris.
À l'époque, le Bureau de censure des vues animées du Québec encadre le milieu cinématographique. Il arrive même que des producteurs français, bien au fait de cette pratique, proposent une fin adaptée au marché québécois. France-Film n'acquiert donc que des films qu'elle estime être en mesure de faire accepter par le Bureau de censure. En 1938, DeSève forme un comité de censure composé entre autres d'Arthur Vallée, d'Alban Janin et du chanoine Adélard Harbour. Si un film est refusé par le Bureau de censure, France-Film a la liberté de lui présenter une version modifiée. DeSève peut ainsi, avec le concours des membres de son comité, proposer au Bureau de censure une version comportant des coupures, faire tourner des plans à Montréal, déplacer des scènes et même modifier le titre d'un film.

##### Les années de guerre pour le cinéma français au Québec
Anticipant les aléas que la guerre à venir pourrait causer, DeSève avait pris la précaution d'entreposer des films pour deux ans dans ses entrepôts. Les années de guerre sont chargées pour lui, tant sur le plan professionnel que personnel. En 1939, il coproduit Notre-Dame de la Mouise avec l'abbé Aloysius Vachet. En 1941, le cinéma Beaubien est vendu alors que le Cinéma de Paris est fermé. Comme DeSève ne peut s'approvisionner en nouveaux films en Europe, en raison du conflit armé, il commence à présenter essentiellement des reprises dans ses autres salles. Toujours en 1941, il ravit toutefois une troisième salle à Jos Cardinal. Cette fois, il s'agit de l'Arcade. DeSève prévoit y offrir du cinéma, du vaudeville et du théâtre dramatique.
Il est aussi à l'origine de deux associations durant cette période. Il développe d'abord un partenariat avec les Festivals de Montréal afin montrer au public montréalais des opéras avec des artistes du Metropolitan Opera de New York. Jusqu'en 1945, des opéras sont ainsi joués à Montréal. Puis, en 1943, DeSève s'associe à Nicolas Koudriavtzeff, de la Canadian Concerts & Artists Inc., pour présenter les Vendredis artistiques (c'est-à-dire des récitals, des ballets, des spectacles lyriques) au Saint-Denis. Il programme tant des artistes locaux qu'internationaux (comme plusieurs sont réfugiés aux États-Unis).
Sur un plan personnel, DeSève achète un vaste terrain à Lanoraie en 1941. Il y fait construire une résidence et des annexes. Il est peu après frappé par plusieurs deuils. Juliette Champagne décède d'un cancer en 1942. Il place leur fille Alexandrine au pensionnat. En avril 1943, c'est au tour de sa deuxième fille qu'il a eu avec sa femme Juliette Chalifoux, Jacqueline, de mourir de la tuberculose. Enfin, Arthur Vallée, président de France-Film, meurt la même année.

Au travail, DeSève demeure inébranlable et s'investit totalement dans France-Film. En entrevue en mars 1957, il confiera à Conrad Bernier : « J'ai fait tous les métiers à France-Film. J'ai été opérateur, balayeur, placier, comptable, publiciste, etc. »  

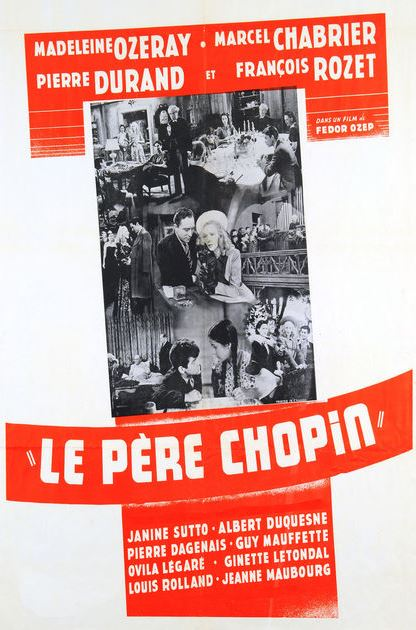
Le Père Chopin, présenté en première au Théâtre Saint-Denis en avril 1945, est diffusé par Renaissance Films Distribution, une autre société appartenant à Joseph-Alexandre DeSève.

#### Renaissance Films Distribution
Dans la foulée de la sortie du film Le Père Chopin, dont la première se déroule au Saint-Denis le 19 avril 1945 en présence de 2500 invités, DeSève fonde Renaissance Films Distribution. Le conseil d'administration est formé de Léo Choquette, Charles Philipp, Nicolas Koudriavtzeff et de l'abbé Aloysius Vachet. La compagnie aura entre autres pour mandat de construire et d'acquérir des studios ainsi que des salles de cinéma au Canada et ailleurs dans le monde. Elle devra également produire, exploiter et distribuer des films en français, en anglais et en espagnol, et ce, dans tous les formats, y compris pour la télévision.
DeSève a de grands projets pour cette compagnie. Il veut notamment construire de vastes studios pour elle. Or, le projet ne verra pas le jour et Renaissance Films Distribution s'éteindra cinq ans après sa création.

##### Crise à France-Film
Entre-temps, Alban Janin, actionnaire majoritaire de France-Film, s'impatiente face aux nombreuses initiatives de Joseph-Alexandre DeSève. La compagnie entre dans une période de crise qui entraîne la démission de ce dernier en 1945. Il conserve toutefois ses actions. Les deux parties s'entendent dans un règlement hors cour en 1948.

Or, le 25 avril 1948, Janin meurt. DeSève, selon leur entente conclue en 1936, rachète aussitôt ses actions. Le 10 décembre 1948, DeSève devient ainsi président et directeur général de France-Film. Il nomme Michel de Roussy directeur général adjoint et conserve à leurs postes les principaux directeurs de la compagnie. Dans un deuxième temps, les héritiers de Janin vendent le Saint-Denis à Lionel Leroux, notaire et collaborateur de longue date de DeSève, qui le vend à son tour à France-Film. 

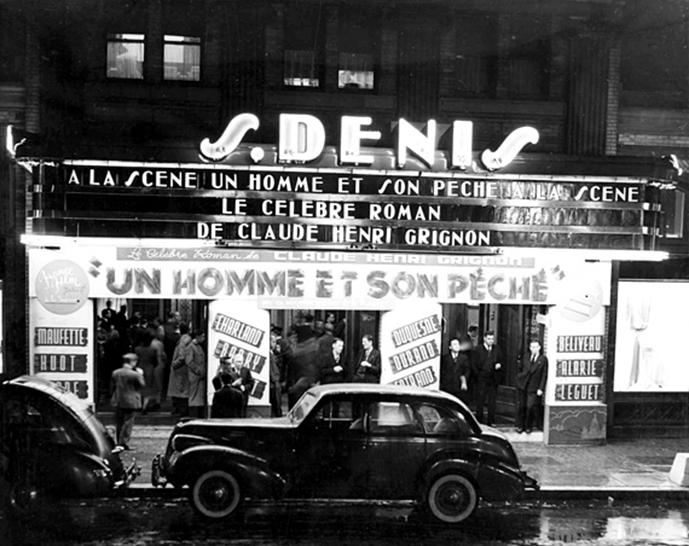
Le film Un homme et son péché est présenté au Saint-Denis en 1949.

Le 11 décembre 1948, DeSève inaugure une nouvelle salle au Cinéma de Paris à Québec. Il en profite pour partager sa vision d'avenir pour la compagnie : « France-Film et Renaissance Films unissant leurs efforts, celle-ci ses studios, celle-là ses facilités actuelles de distribution, ne vont plus cesser de grandir et deviendront conjointement la plus puissante industrie canadienne-française du genre. »

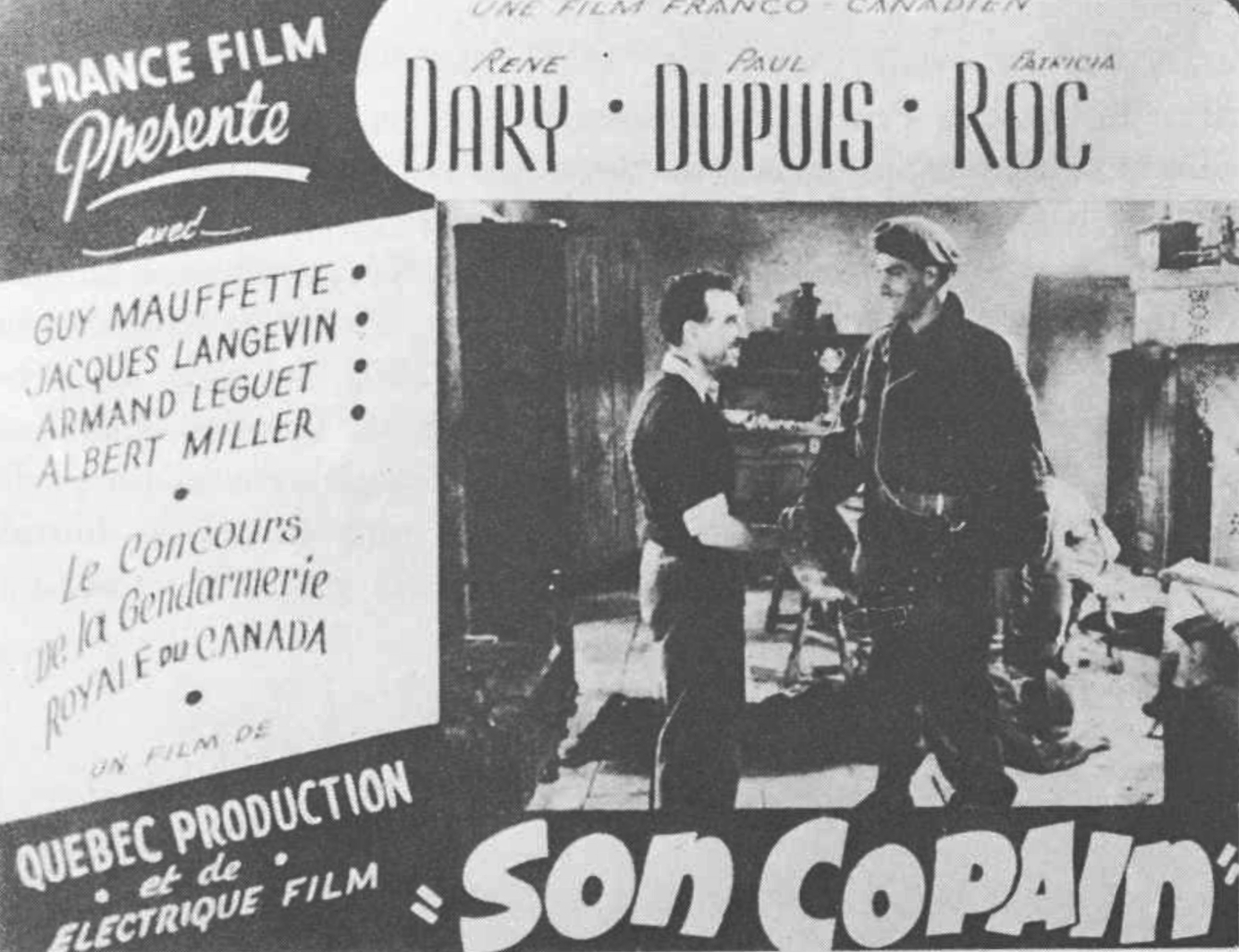
Son copain (ou L'Inconnue de Montréal) est produit par Quebec Productions en 1950 et distribué par France-Film. C'est l'une des premières coproductions France-Québec.

Peu après, il s'entend avec Quebec Productions Corporation, dirigé par Paul L'Anglais, pour distribuer Un homme et son péché (1949) dans le réseau France-Film. Le film sera présenté dans cinq salles de cinq villes différentes le même jour.

#### Productions Renaissance
DeSève veut ajouter une autre branche à son entreprise et fonde la compagnie Productions Renaissance. Avec un financement assuré par France-Film, Productions Renaissance s'occupe des tournages des films Le Gros Bill, Docteur Louise et Les lumières de ma ville. Dans ce dernier cas, le film est réalisé par Jean-Yves Bigras et met en vedette Monique Leyrac, Guy Mauffette, Paul Berval ainsi qu'Huguette Oligny. « Le film Les lumières de ma ville est le fruit du travail d'une équipe de jeunes Canadiens français qui entendent prouver que nous pouvons briller et réussir au cinéma comme en d'autres domaines. » L'aventure de Productions Renaissance est toutefois éphémère et prend fin avec ce film.

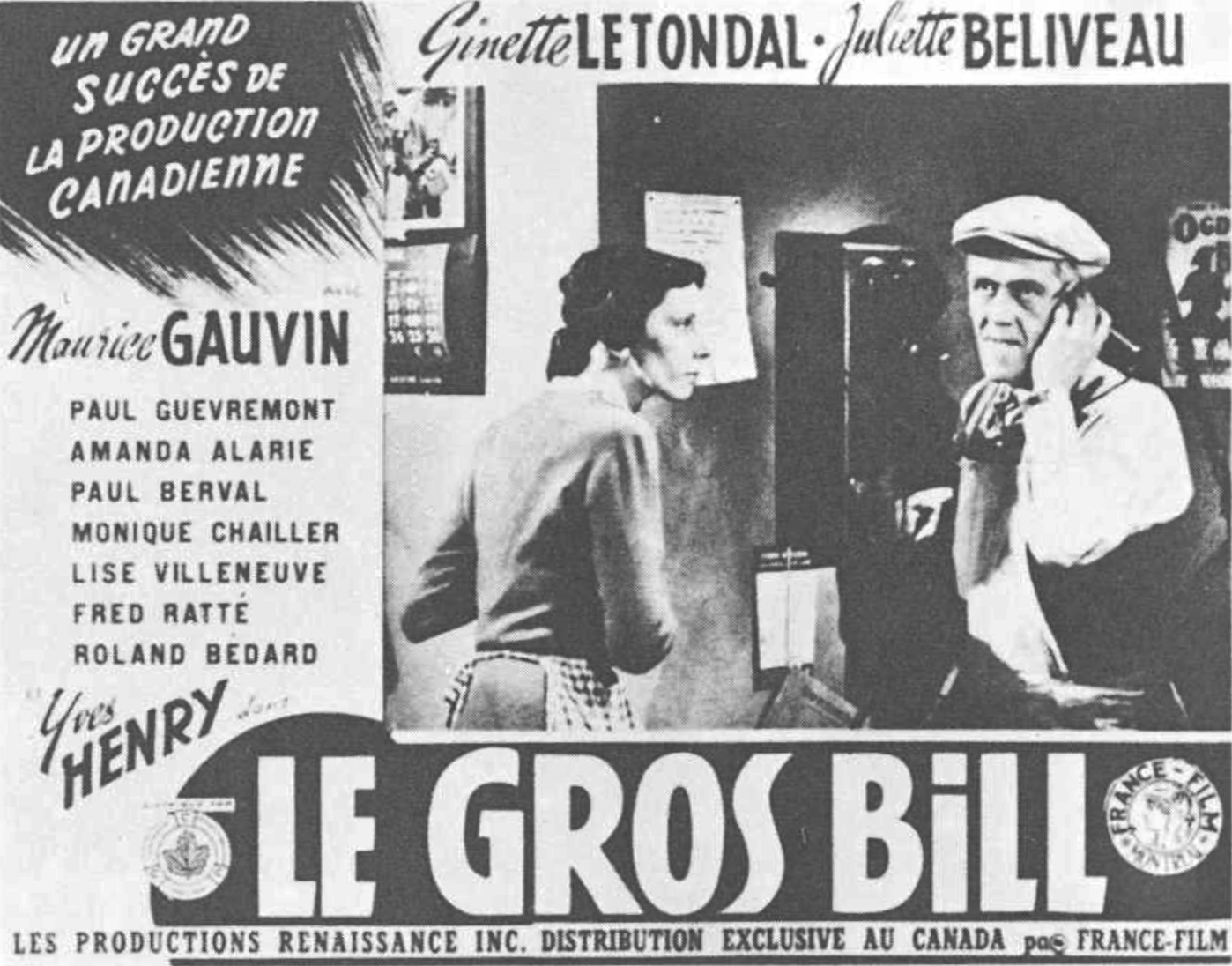
Le Gros Bill, film de Jean-Yves Bigras, est produit par Renaissance et diffusé par France-Film en 1949.

##### Investir dans la production de films
Au début des années 1950, France-Film demeure la principale entreprise de DeSève. Il rénove à nouveau le Saint-Denis, qui rouvre en août 1950.
L'année suivante, il commence à investir dans la production de films québécois. En 1951, France-Film s'implique ainsi dans Étienne Brûlé gibier de potence (1952). La même année, DeSève va plus loin en achetant les droits de la pièce Aurore, l'enfant martyre, écrite par Henri Rollin et Léon Petitjean en 1921. Le 7 avril, DeSève fonde la compagnie Alliance cinématographique canadienne. France-Film devra pour sa part assurer la distribution du film.
La Petite Aurore, l'enfant martyre, réalisé par Jean-Yves Bigras, est présenté le 25 avril 1952 au Saint-Denis. Le succès est immédiat et énorme à travers le Québec, tant dans les villes que dans les villages. Dès les deux premières semaines de projection, « 108 182 personnes à Montréal seulement ont applaudi » le film. 

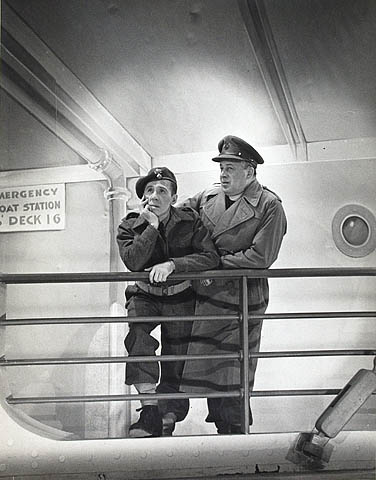
Tit-Coq, célèbre pièce de Gratien Gélinas, est adaptée puis diffusée au cinéma par France-Film.

En 1952, Joseph-Alexandre DeSève propose à Gratien Gélinas d’adapter Tit-Coq au cinéma. France-Film avance les fonds. Réalisé par René Delacroix et Gratien Gélinas, la première du film Tit-Coq a lieu le 20 février 1953. Il met en vedette Gratien Gélinas et Monique Miller. Le 21 février, il  sort simultanément dans cinq salles. Encore une fois, le succès est au rendez-vous. Tit-Coq aurait été vu par 300 000 spectateurs en seulement trois mois.
Enfin, le film Cœur de maman, tiré d'une pièce d'Henri Deyglun, est également distribué par France-Film. Il prend l'affiche en septembre 1953 dans cinq salles de cinq villes différentes. Ce sera également un succès commercial.

##### Outremont
En 1951, DeSève est au faîte de sa carrière. C'est à ce moment qu'il achète une luxueuse résidence, située au 597, chemin de la Côte-Sainte-Catherine à Outremont, qui devient vite un lieu de réception incontournable pour accueillir les artistes et artisans du milieu cinématographique. DeSève y fait aussi aménager une salle de montage au sous-sol pour ses besoins personnels.

### La télévision
L'arrivée de la télévision est alors imminente au Québec. DeSève devine que le nouveau média va avoir toutes sortes de conséquences pour le milieu du cinéma. C'est en prévision de ce moment qu'il négocie, dès les années 1940, les droits de télédiffusion pour l'ensemble des films qu'il achète pour France-Film. En 1952, quand Radio-Canada ouvre ses portes à Montréal, DeSève commence à vendre les films à la station d'État.
En 1954, il fonde par ailleurs Télé-International Corporation avec Paul L'Anglais, qui est alors un producteur d'émissions de radio, et Paul Galipeau. La société conclut également une entente avec un partenaire français, Michel Canello. Le but de Télé-International est de produire des émissions pour Radio-Canada.

#### Les audiences du Bureau des gouverneurs de la radiodiffusion
À l'été 1959, John Diefenbaker, premier ministre du Canada, annonce que le gouvernement va autoriser prochainement la création de chaînes de télévision privées à Montréal. Le Bureau des gouverneurs de la radiodiffusion est mandaté pour recevoir les candidatures.
Aux audiences, qui ont lieu en 1960, deux groupes se présentent : celui de Jack Tietolman, propriétaire de CKVL et associé à la United Amusement, une filiale de Famous Players Canadian Corporation, et celui de Paul L'Anglais.

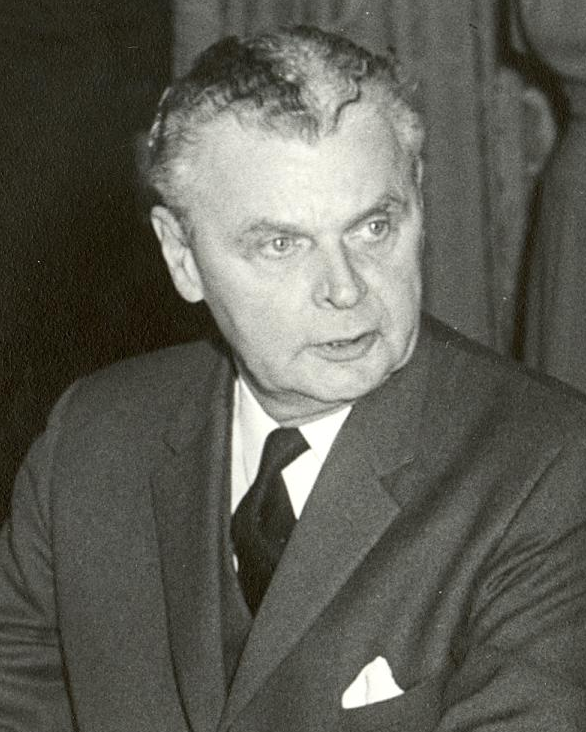
Le premier ministre du Canada, John Diefenbaker, autorise l'ouverture de nouvelles stations de télévision à Montréal en 1959.

Fort de l'appui d'un conseil consultatif aux noms prestigieux, le groupe L'Anglais, composé de Paul L'Anglais, de Joseph-Alexandre DeSève, d'André Ouimet, de Maurice Godbout et de Jean-Paul Ladouceur, se rend devant les commissaires pour demander un « permis pour l'établissement d'un nouveau poste de télévision de langue française à Montréal au canal 10 ».
Ils prévoient que la station pourra employer plus de 150 personnes. Elle diffusera 55 heures d'émissions par semaine au cours des six premiers mois et passera à 65 heures par la suite (69,4% de sa programmation sera composée de contenu canadien). Sa programmation comprendra des bulletins d'information, des pièces de théâtre, incluant les productions de deux troupes de théâtre montréalaises, des émissions musicales, des cours universitaires la fin de semaine et des films bien sûr. La station pourra enfin diffuser dans un rayon de 100 kilomètres à partir d'une antenne de 964 pieds située à Montréal.
Parmi les objectifs poursuivis par ces hommes d'affaires figurent le développement de Montréal et « la mise en valeur des talents canadiens et l'épanouissement d'une culture vraiment canadienne. » L'Anglais ajoute que la station qu'ils envisagent permettrait de « combattre l'invasion progressive de notre marché par les stations américaines d'outre frontière. »  

Lors des audiences du Bureau des gouverneurs de la radiodiffusion, L'Anglais est à l'avant-plan. C'est toutefois DeSève qui a l'intention de demander le permis et de financer le projet. Le 8 mars 1960, J.-A. DeSève prend la parole. Il affirme notamment :  
« Nous sommes tous animés du même esprit de combativité, de connaissances, de savoir-faire et que nous aurons à notre disposition quelque chose de grand... de noble... qui peut faire tant de bien! Avant, les gens venaient chez nous, ils y viennent encore, en moins grand nombre, mais ils viennent. Maintenant, nous allons leur rendre une visite, nous allons nous rendre dans leurs maisons, essayer de leur inculquer davantage le culte des belles et grandes choses! En plus de leur donner ce qu'ils aiment, parce qu'on les connaît admirablement, nous savons comment doser les attractions pour leur plus grand bien et pour élever leur standard culturel. » 
Un permis d'exploitation est finalement accordé à Joseph-Alexandre DeSève le 22 mars 1960.

#### Ouverture de Télé-Métropole
Dans les mois qui suivent la décision favorable du Bureau des gouverneurs de la radiodiffusion, J.-A. DeSève, en tant que président, met tout en branle pour créer la station CFTM-TV, Canal 10. Il nomme Paul L'Anglais vice-président, André Ouimet, deuxième vice-président et contrôleur général, Jean-Paul Ladouceur, réalisateur, Maurice Bastien, directeur du service du film, et Roméo Gariépy, directeur du service des caméras. Il embauche également Roland Giguère, jusqu'alors directeur de production à Radio-Canada, comme directeur général, Robert L'Herbier, pour développer la programmation, et Claude Lapointe, un animateur à CKAC, pour créer le service des nouvelles. De leur côté, Paul L'Anglais et Gilles Loslier s'emploient au placement publicitaire. Des travaux ont également lieu pour installer les studios.
En février, l'équipe est presque prête à procéder à l'ouverture officielle. La semaine du 13 février se veut un test de rodage technique. Tous les jours, la station entre en ondes à 20h15. On y présente un bulletin de nouvelles, suivi d'un long métrage (issu du catalogue de France-Film), puis d'un deuxième bulletin de nouvelles.

L'ouverture officielle a lieu le 19 février 1961. La deuxième chaîne de télévision francophone privée du Québec, CFTM-TV (Télé-Métropole), est née. À partir de 19h30, J.-A. DeSève accueille les gens dans le cadre d'une cérémonie d'ouverture : « Au nom de CFTM-TV, j'ai la tâche délicate, mais non moins agréable, de solliciter de tous les téléspectateurs à l'écoute la faveur de pénétrer dans vos foyers ce soir et tous les jours à venir, et d'y être considéré sinon de la famille, du moins au nombre de vos amis les plus intimes et les plus chers. » Le premier ministre du Canada, John Diefenbaker, fait pour sa part parvenir ce mot :  
« Cher monsieur L'Anglais. L'ouverture du premier poste privé de télévision à Montréal est un événement qui mérite d'être souligné et je suis très heureux d'offrir à cette occasion mes vœux les plus sincères à la direction et au personnel et à tous les artisans de CFTM-TV. Quelques années seulement ont suffi pour que la télévision au Canada devienne une source principale d'information et de saines distractions pour une multitude de Canadiens. »  

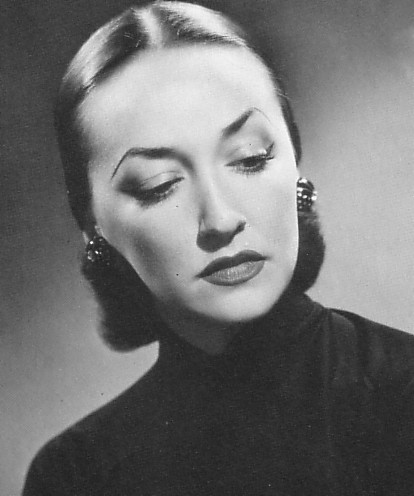
Plusieurs personnalités assistent à l'ouverture officielle de Télé-Métropole en février 1961, dont la populaire chanteuse Lucille Dumont.

Le premier ministre du Québec, Jean Lesage, et le maire de Montréal, Jean Drapeau, sont présents. Lesage affirme que la télévision a « une puissance énorme [...]. Nous avons confiance que Télé-Métropole servira les intérêts du Canada français. » Des artistes comme Paul Berval, Yvon Deschamps, Lucille Dumont, Réal Giguère, Juliette Huot ou Margot Lefebvre, assistent également à la soirée. La nouvelle station est bénie, comme c'est la coutume alors, puis c'est le moment du spectacle préparé pour l'occasion, Du neuf au dix, réalisé par Noël Gauvin, un ancien de Radio-Canada. Réal Giguère, Juliette Huot, Pierre Lalonde, pour ne nommer que ceux-là, y présentent divers numéros de variétés.
Les studios sont situés au 1405, de Maisonneuve à Montréal. Près de 170 employés, dont plusieurs proviennent de la radio, de la télévision privée de Sherbrooke et du cabaret, y œuvrent dès lors chaque jour. En 1963, Télé-Métropole commence à partager sa programmation avec une filiale à Chicoutimi et, en 1964, avec une autre à Québec.
La station, qui adopte un ton plus familier que Radio-Canada, se spécialise dans les émissions commerciales et populaires, dans les comédies, les vaudevilles et les mélodrames. Des artistes déjà bien connus du milieu de la scène, comme Olivier Guimond, Manda Parent, Gilles Latulippe et Fernand Gignac, y travaillent bientôt. Télé-Métropole devient ainsi rapidement un rival de Radio-Canada.

Le journaliste du Petit Journal, Gérald Danis, note : « Eh oui, d'une part, le divertissement populaire commence à faire la pâture de l'initiative privée, alors que la TV d'État, d'autre part, pourra plus librement se vouer à sa mission culturelle, sa véritable raison d'être. »  

Le logo de Télé-Métropole lors de l'arrivée de la couleur.

Si dans les faits, Roland Giguère, son assistant à la direction générale, assure la gestion quotidienne de Télé-Métropole, DeSève s'y rend et la regarde tous les jours.

### Un homme de projets
Durant les premières années, le développement de Télé-Métropole l'occupe activement. En 1964, DeSève est toutefois victime d'un accident vasculaire cérébral. S'il doit ralentir le rythme, il poursuit tout de même ses activités professionnelles à partir de ses résidences d'Outremont ou de Lanoraie pendant quelques mois. Travailleur acharné, il avait confié à un journaliste en 1957 : « Je suis parti de rien. J'ai travaillé. Je travaille encore. Si un jeune homme me demandait de lui donner un art de vivre, je lui répondrais : travaille, réfléchis avant de donner ta parole et, lorsque tu promets, ne manque pas à ta promesse. » Remis sur pied, DeSève peut inaugurer les nouveaux studios de la station de télévision en septembre 1965.
En plus de produire et de distribuer le film Pas de vacances pour les idoles mettant en vedette Joël Denis en 1965, il poursuit sa collaboration avec Concerts and Artists avec qui il fait venir des pièces de théâtre jouées par des compagnies européennes, des orchestres, des opéras ou des ballets. DeSève est par ailleurs mécène auprès du Musée des beaux-arts de Montréal et de l'Université de Montréal. Dans le cas de cette dernière, il subventionne des conférences, à raison de 2 000$ par an pendant cinq ans, afin de développer le programme de littérature canadienne. Ce seront les Conférences J.-A. DeSève. Un total de 14 seront présentées.

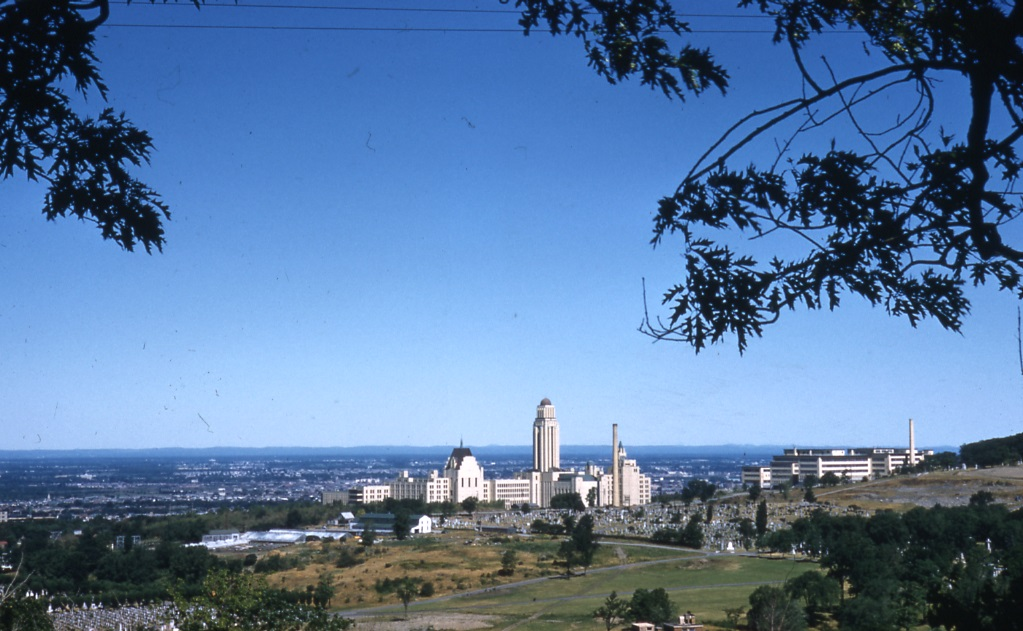
Au début des années 1960, l'Université de Montréal est le théâtre d'une série de conférences que J.-A. DeSève subventionne pour encourager le développement de la littérature canadienne.

J.-A. DeSève s'intéresse aussi à la revue Actualité, fondée par les Jésuites. Comme la firme torontoise Maclean's se montre disposée à l'acquérir, DeSève fonde, avec les Jésuites de la Maison Bellarmin et la Société des Artisans, la compagnie Actualité Magazine inc. le 1er mars 1967. Le nouveau conseil d'administration, présidé par DeSève, est composé de jésuites, de Paul Poulin, de Roland Giguère et de Georges Arpin. Jean-Louis Brouillé demeure quant à lui rédacteur en chef de la revue.
Toujours en 1967, il caresse le rêve d'établir une cité des arts à Montréal.

### Le philanthrope: la Fondation J.A. DeSève
En 1966, Joseph-Alexandre DeSève crée une fondation. Le philanthrope s'intéresse particulièrement à la culture, à l’éducation et à la santé. Cela fait de lui l’un des premiers Canadiens français à être à l'origine d'une telle institution, alors que cela est pratique courante dans le milieu anglophone.
De plus, son testament, qui entre en vigueur en 1968, institue une fiducie charitable. J.A. DeSève voulait par là contribuer à long terme au développement de la société québécoise. Ces deux entités sont fusionnées en 2004 pour devenir la Fondation J.A. DeSève.
Plusieurs institutions culturelles, universitaires ou de santé ont bénéficié de l'appui de cette fondation. C'est le cas de l'Université Laval, à Québec, depuis 1985. Un pavillon y est même construit en 1991 en reconnaissance de la contribution financière de la Fondation J.A. DeSève.

### Décès
M. DeSève continue de se présenter régulièrement à son bureau de Télé-Métropole durant l'été de 1968. Il éprouve toutefois un malaise qui le conduit à passer quelques jours à l'Hôpital Notre-Dame. Le 3 septembre 1968, il meurt des suites d'une crise cardiaque. Au moment de son décès, il était le conjoint de Blanche Gagnon. Sa femme, Juliette Chalifoux, décède quant à elle le mois suivant, soit le 27 octobre 1968. 

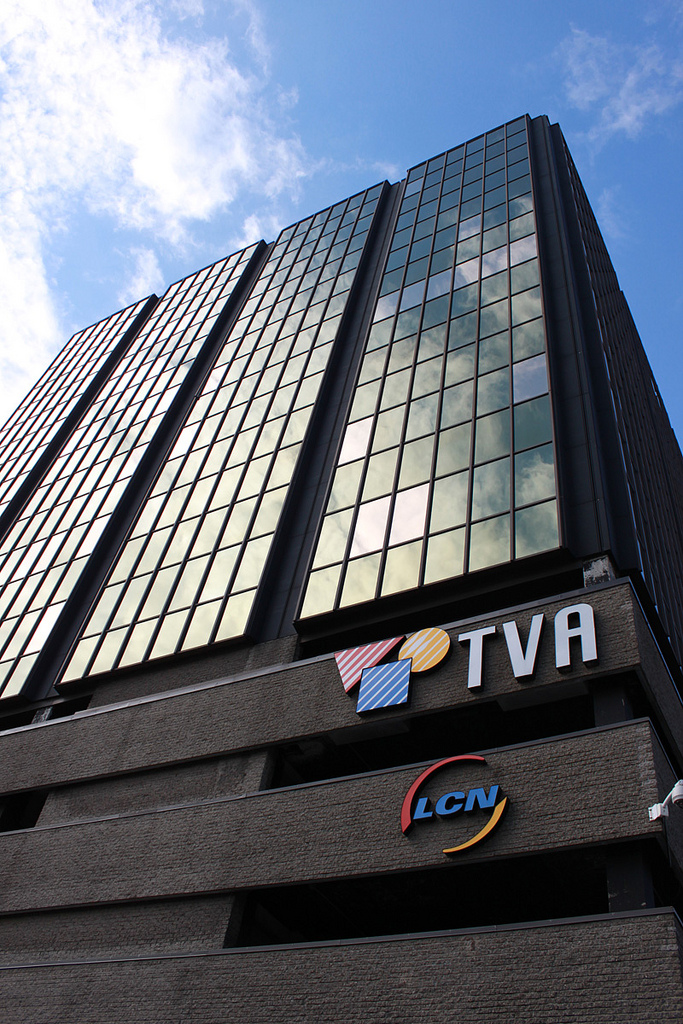
Les bureaux de TVA de nos jours à Montréal.

À Télé-Métropole, une minute de silence est observée en mémoire du « grand patron ». Ses funérailles sont célébrées à Lanoraie. Sa sépulture est située dans le Cimetière Notre-Dame-des-Neiges à Montréal.
DeSève laisse un immense empire derrière lui, composé entre autres de France-Film et de Télé-Métropole. Après son décès, Paul L’Anglais est nommé président du conseil d’administration de Télé-Métropole tandis que Roland Giguère devient président directeur général. Ce n'est qu'en 1986 que Télé-Métropole est vendu à André Chagnon, propriétaire de Vidéotron. La revue Actualité est pour sa part vendue à Clément et à Gérard Veilleux en décembre 1968.

## Hommages
Sa mémoire est commémorée depuis l'année de son décès par la rue Alexandre-DeSève à Montréal (où est située la station de télévision de Télé-Métropole). La rue débute au boulevard René-Lévesque et se termine derrière l'hôpital Notre-Dame, entre les rues Plessis et De Champlain.

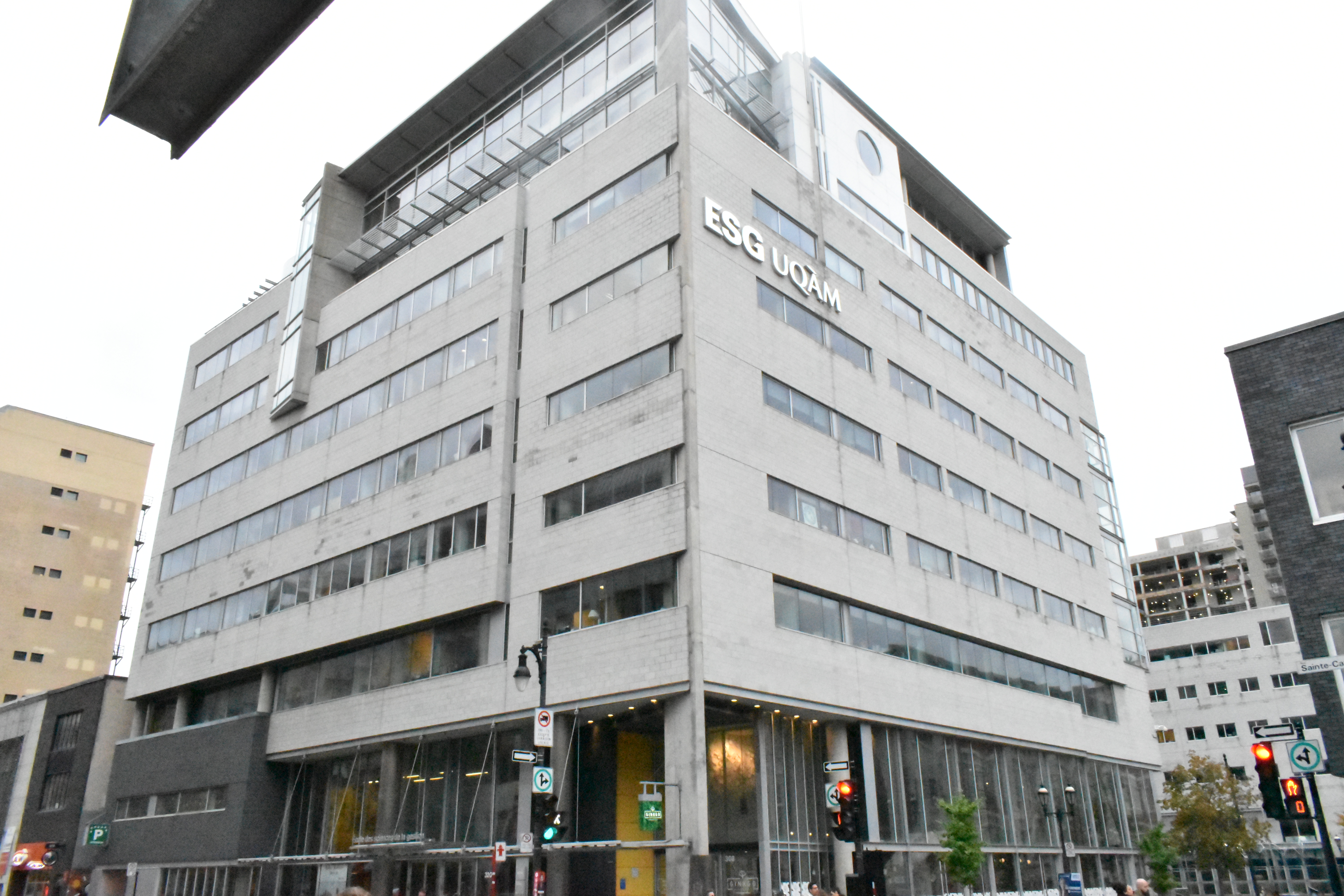
Le pavillon J.-A.-DeSève à l'UQAM.

Plusieurs édifices portent également le nom de Joseph-Alexandre DeSève ou de J.A. DeSève. C'est le cas : 

Le pavillon J.-A.-DeSève à l'Université Laval.

- d'un pavillon à l'Université de Montréal (inauguré en 1991);
- d'une médiathèque à l'Université de Montréal;
- d'un pavillon à l'Université Laval à Québec;
- d'un pavillon à l'UQAM à Montréal;
- d'un pavillon à l'hôpital Maisonneuve-Rosemont à Montréal;
- d'une salle de cinéma à l'Université Concordia à Montréal;
- de la piscine municipale à Lanoraie.